# Lingue uraliche
Le lingue uraliche sono una famiglia linguistica comprendente idiomi parlati in Europa settentrionale, Europa orientale e Asia settentrionale.

## Distribuzione geografica
La famiglia è composta da circa 30 lingue parlate da approssimativamente 20 milioni di persone. Il nome della famiglia linguistica si riferisce alla più accreditata località della Urheimat (area d'origine della proto-lingua, il proto-uralico), che si troverebbe vicino ai monti Urali. I paesi con un numero significativo di locutori delle lingue uraliche sono l'Ungheria, la Finlandia, l'Estonia, la Russia ed i paesi confinanti con la presenza di minoranze appartenenti al gruppo linguistico uralico come: la Norvegia, la Svezia, la Romania, la Slovacchia e la provincia autonoma della Voivodina (Serbia), Austria, Slovenia, Croazia e la Ucraina. Le lingue con il maggior numero di locutori sono l'ungherese, il finlandese e l'estone. Altre lingue rilevanti sono il mordvino, il mari (Russia) e il permiano.

## Classificazione
Questo è lo schema attuale delle lingue uraliche, comprendente anche le lingue jukaghire, da molti considerate correlate ad esse:
Uralo-jukaghiro
- Jukaghiro
  - Jukaghiro settentrionale
    - Jukaghiro della tundra (wadul)

  - Jukaghiro meridionale
    - Jukaghiro del Kolyma superiore (odul)
    - Čuvan †

  - Jukaghiro esterno [?]
    - Omok †
- Uralico
  - Samoiedo
    - Samoiedo settentrionale
      - Samoiedo nordoccidentale
        - Lingua nenec[2] o juraco[3]
          - Nenec della tundra
            - Nenec della tundra occidentale[4]
            - Nenec della tundra centrale[5]
            - Nenec della tundra orientale[6]

          - Nenec della foresta
            - Nenec della foresta orientale[7]
            - Nenec della foresta occidentale[8]

        - Lingua enets
          - Lingua enets della tundra[9]
          - Lingua enets della foresta[10]

      - Samoiedo nordorientale
        - Nganasan o tavgy

    - Samoiedo meridionale
      - Selcupo[3]
        - Selcupo o Samoiedo ostiaco
          - Selcupo settentrionale[11]
          - Selcupo centrale[12]
          - Selcupo meridionale
          - Selcupo dell'Alto Ob[13]
          - Selcupo del Fiume Ket'
          - Selcupo del Fiume Čulym †

      - Saiano
        - Kamassico
          - Kamassino †
            - Variante A †
            - Variante F †

          - Kojbal

      - Matorico
        - Mator †
        - Tajgi †
        - Karagas †

  - Ugrofinnico
    - Ugrico
      - Ungherese (magyar)
        - Magiaro occidentale (Moson, ecc.)
        - Magiaro nordoccidentale o dell'oltredanubio (Győr, Veszprém, ecc.)
        - Magiaro meridionale (Pécs, Szeged, ecc.; incl. Budapest)
        - Magiaro centrale o del Tibisco (Bácsbodrog, ecc.)
        - Magiaro settentrionale o palóc (Miskolc, ecc.)
        - Magiaro nordorientale (Debrecen, ecc.)
        - Magiaro centrorientale o del Mezőség o transilvano centrale (Kolozsvár, ecc.)
        - Magiaro orientale o transilvano orientale
          - Magiaro székely (Transilvania E, Bucovina)
          - Magiaro csángó (Moldavia)

      - Obugrico
        - Xanty od ostiaco
          - Xanty settentrionale
            - Xanty di Obdorsk o Salexard (st. 1931-1937)
            - Xanty di Berëzovo (Synia, Šuryškary, Muži, Sygva, Berëzovo)
            - Xanty del Kazym (st. dal 1937-1940)
            - Xanty del medio Ob (Ob. med., Šerkaly) (st.1 dal 1940)

          - Xanty meridionale
            - Xanty di transizione o dell'Ob (Nizjam, Keuš)
            - Xanty meridionale proprio
              - Xanty del Konda (Česnakovo, Kamenskija, Krasnojarsk)
              - Xanty della Dem'janka (superiore mediano e inferiore)
              - Xanty dell'Irtyš (Fili, Košelovo, Sogom, Cingala)

          - Xanty orientale (st.2 e 3 dal 1940)
            - Xanty del Salym
            - Xanty di Surgut (Pim, Malyj Jugan, Tremjugan, Surgut, Jugan, Likrisovskoe)
            - Xanty E proprio (Verxne Kalymsk, Vartvoskoe, Vax e Vasjugan)

        - Mansi o vogulo
          - Mansi settentrionale
            - Mansi del basso Ob
            - Mansi del Sygva
            - Mansi del Sos'va (Sos'va settentrionale)
            - Mansi del Loz'va superiore

          - Mansi centrale
            - Mansi occidentale ±†
              - Mansi del Loz'va inferiore (medio e basso Loz'va)
              - Mansi del Pelymka
              - Mansi di Vagil'sk

            - Mansi orientale
              - Mansi del Konda (inferiore, medio e superiore)
              - Mansi dello Jukonda

          - Mansi meridionale
            - Mansi del Tavda ±† C (Janičkova, Čandyri) e di Gorodok

    - Finnopermico
      - Permico
        - Antico sirieno †

      - Sirieno o permico settentrionale
        - Komi o komi sirieno
          - Komi centrale
            - Komi l-Ø (Ižma, Vym')
            - Komi l-v (Udora, basso Vyčegda, Syktyvkar, alto Vyčegda)

          - Komi meridionale
            - Komi l (Luza-Letka, medio e alto Sysola, Pečora)

        - Permiaco o komi permiaco
          - Permiaco settentrionale l (alto Kama, Lup'ja, Kosa)
          - Permiaco meridionale
            - Pe.S v (Kudymkar-In'va, basso In'va)
            - Pe.S l (On'i, Nerdva)

          - Permiaco occidentale l (Zjudinsk)

        - Jaz'vino o komi jazvino o permiaco orientale (Jaz'va)

      - Votiaco o permico meridionale
        - Udmurt o votiaco (standard composito sui dialetti di transizione)
          - Udmurt settentrionale
            - Udmurt settentrionale periferico (Slobodsk, Kosa)
            - Udmurt dei Besermjan
            - Udmurt del Čerca (Glazov, Tylovaj, ecc.)
            - Udmurt centrosettenrionale di transizione (Kil'mez', ecc.)

          - Udmurt meridionale
            - Udmurt centromeridionale di transizione (Uržum, ecc.)
            - Udmurt meridionale interno (Malmyž, Elabuga, Sarapul, Bugul'ma)
            - Udmurt sudoccidentale periferico (Kazan', Šošma, Kukmor, Bavly)
            - Udmurt sudorientale periferico (Perm', Krasnoufimsk, Šagirt, Buj-Tanyp, Tatyšly, Taškiči, Kanly, Ufa)

      - Finnovolgaico
        - Ceremisso
          - Mari occidentale
            - Mari nordoccidentale (Tokšaevo; Jaransk; Šaranga, Kiknur, Sančursk)
            - Mari silvo-montano
              - Mari montano (Koz'modem'jansk, riva sinistra del Volga)
              - Mari silvano (riva destra del Volga)

            - Mari di Lipša (rajon Žvenigovo, nell'area Ma.E del Volga)

          - Mari orientale
            - Mari prativo-orientale (standard basato soprattutto sul dialetto Sernur-Morki)
            - Mari prativo
              - Mari intermedio occidentale-orientale o di Joškar-Ola o del Kokšaga-Ošla (Joškar-Ola, Ližanka, Pektuvaevo)
              - Mari centrale o di Sernur-Morki (Morki, Sernur)
              - Mari del Volga o di transizione prativoorientale-orientale (Čeboksary, Volžsk)

            - Mari orientale proprio
              - Mari di Uržum (ob. Kirov)
              - Mari di Kil'mez' (ob. Kirov)
              - Mari di Sardal-Arbor (Rep. Tatara)
              - Mari di Malmyz^ o della Vjatka (ob. Vjatka\Kirov - Rep. tatara)
              - dialetti esterni: Agryz (Rep. Tatara-Udmurt), Elabuga, Menzelinsk, Musljumovo (Rep. Tatara); Janaul-Kaltasy, Djustjulk-Birsk e Šaran (Rep. Baškira); Suksun (oblast Perm'); Ufa-Aj (Krasnoufimsk, Saz^kno: oblast Sverdlovsk - Rep. Baškira)

        - Mordvino
          - Mokša o mordvino occidentale
            - Mokša occidentale (ob. Rjazan': Gremjacee)
            - Mokša sudoccidentale (Zubovo-Poljana, Mordovskij Pimbur, ecc.)
            - Mokša meridionale (ob. Penza: Čembar, Karsaevka)
            - Mokša centrale
              - Mokša centrosettentrionale o di Temnikovsk (Temnikovsk, Baraševo, Atjurevo, ecc.)
              - Mokša centrale proprio o di Krasnoslobodsk (Krasnoslobodsk, Lemdjai, ecc.)
              - Mokša centrosettentrionale o di Kovyl'kino (Staroe Pšenevo, Avgury, Paevo, ecc.)

            - Mokša settentrionale (Temjaševo, Vertelim)
            - Mokša sudorientale (Adaševo, Al'kino, Ruzaevka; ob. Penza: Gorodišče, ecc.)
            - Mokša orientale o transvolgaico (Rep. Tatara: Urjum, Mordovskie Jurtkuly; ob. Samara\Kujbyšev: Podstepki, ecc.; ob. Orenburg: Aleksandrova)

          - Erzja o mordvino orientale
            - Erzja occidentale: settentrionale (Ten'guševo, Šokša, ecc.) e meridionale (Drakino, ecc.)
            - Erzja nordoccidentale (Čirguši, Velokij Vrag, ecc.)
            - Erzja settentrionale (Ardatov, Atrat', Novaty, ecc.)
            - Erzja centrale (Kozlovka, Maresevo, ecc.)
            - Erzja sudoccidentale (Sabaevo, Lobaski, Novaja Pyrma, ecc.)
            - Erzja sudorientale (Kočkurovo, fiume Sura, Šugorovo, Dubenki, ecc.)
            - Erzja meridionale (ob. Penza: Gorodišče, Vačelaj, Sobakino, ecc.; ob. Saratov: Petrovsk, Baevka, Orkino, ecc.; ob. Simbirsk\Ul'janovsk: Slavkino, ecc.)
            - Erzja orientale o transvolgaico (Rep. Tatara: Čeremšana, Kuzajkino, ecc.; Rep. Baškira: Sulli, ecc.; ob. Samara\Kujbyšev: Aleškino, ecc.; ob. Orenburg: Bokla, ecc.)

          - Muroma †
          - Merja †
          - Meščera[14]

        - Finnolappone
          - Lappone
            - Lappone orientale o di Kola (soprattutto Russia, Norvegia, Finlandia)
              - Lappone di Ter (Iokan'ga, Čal'mny-Varry, Ponoj ecc.)
              - Lappone di Kil'din (Kil'din, Ljavozero ecc.)
              - Lappone di Koltta
                - Lappone di Koltta di Neiden (Norvegia nordorientale: Neiden)
                - Lappone di Koltta di Paatsjoki (Pasvikelv\Paatsjoki; Finlandia: Sevettijärvi)
                - Lappone di Koltta di Suonikylä (Songel'sk\Suonikylä; Finlandia: Sevettijärvi)
                - Lappone di Koltta di Nuortijärvi (Notozero\Nuortijärvi, Girvazozero\Hirvasjärvi)

              - Lappone di Akkala o dell'Imandra (l. Imandra, Babinsk\Akkala, Jokostrov)
              - Lappone di Kemi ?

            - Lappone centrale (Finlandia)
              - Lappone dell'Inari (lago Inari)

            - Lappone settentrionale (Norvegia, Finlandia, Svezia)
              - Lappone marittimo (Norvegia: Kvänangen, Laksefjord, Varanger ecc.)
              - Lappone montano
                - Lappone montano orientale (Norvegia: Polmak, Karasjok; Finlandia: Outakoski, Utsjoki)
                - Lappone montano occidentale (Kautokeino, Enöntekio, Kaaresuando)
                - Lappone montano meridionale (Svezia)
                  - Lappone di Torneå centrale (Torneträsk, Jukkasjärvi, Kiruna) e di Tjålme.
                  - Lappone intermedio di Mellanby-Norrkaitum (Svezia: Mellanby, Norrkaitum)

            - Lappone occidentale (soprattutto in Svezia e Norvegia)
              - Lappone del Lule (Tuorpon, Jåkkåkaska, Jokkmokk, Sirkas, Sörkaitum, Gälliväre; Norvegia: HamarØy, Folda, Tysfjord)
              - Lappone del Pite (Arjeplog, Arvidsjaur settentrionale; Norvegia: Fauske, Rana)

            - Lappone sudoccidentale (Svezia)
              - Lappone dell'Ume (Norra Tärna, Lycksele, Sorsele, Malå, Glommertresk)

            - Lappone meridionale (soprattutto Svezia; Norvegia)
              - Lappone meridionale (soprattutto Svezia; Norvegia)
                - Lappone meridionale superiore o centromeridionale o di Åsele (Vilhelmina, Åsele, Södra Tärnä; Norvegia: Vefsen, Hatfjelldal)
                - Lappone meridionale medio o di transizione (Kall, Offerdal, Idre; Norvegia: Meråker, Stjördalen, Snåsa)
                - Lappone meridionale proprio o dello Jämtland (Undersåker, Härjedalen; Norvegia: RØros)

          - Baltofinnico
            - Baltofinnico settentrionale
              - Finnico o Suomi (standard composito)
                - Finnico occidentale (Sud-ovest, Häme, Botnia meridionale, Centro-nord e superiore)
                - Finnico orientale (Sud-est, Savo)

              - Kareliano
                - Kareliano proprio: settentrionale e meridionale (centrale; periferico: Tver', Valdaj, Dërža, Tixvin)
                - Oloneziano
                - Ludo: proprio (settentrionale e centrale), occidentale e meridionale.

              - Ingrico
                - Ingrico orientale (Hevaha)
                - Ingrico centrale (Soikkola)
                - Ingrico occidentale (Kurkola o basso Luga)
                - Ingrico meridionale (alto Luga od Oredež) ±†

              - Vepso
                - Vepso settentrionale o dell'Onega
                - Vepso centrale (proprio e centroccidentale)
                - Vepso meridionale o di Boksitogorsk

            - Baltofinnico meridionale
              - Voto
                - Voto orientale †
                - Voto occidentale
                - Voto sudoccidentale: (di Kukkuzi ±† e dei Krievini †)

              - Estone
                - Estone settentrionale (occidentale, centrale ed insulare)
                - Vaiga o estone orientale o di Kodavere
                - Viru o estone costiero nordorientale (proprio)
                - Alu o estone nordorientale o costiero di Jôhvi-Lüganuse
                - Estone meridionale (Mulgi, Tartu, Vôru, Setu)

              - Livone †
                - Livone di Curlandia (orientale, intermedio, occidentale) †
                - Livone di Livonia: del fiume Salaca †

Secondo Ethnologue, la classificazione delle lingue uraliche è la seguente:
- Lingue uraliche
  - Lingue finniche
    - Lingua careliana (codice ISO 639-3 krl)
    - Lingua estone standard (ekk)
    - Lingua finlandese (fin)
    - Lingua ingrica (izh)
    - Lingua kven (fkv)
    - Lingua livone (liv)
    - Lingua livvi (olo)
    - Lingua luda (lud)
    - Lingua meänkieli o finlandese del Tornedalen (fit)
    - Lingua vepsa (vep)
    - Lingua võro (vro)
    - Lingua votica (vot)

  - Lingue mari
    - Lingua mari occidentale o delle colline (mrj)
    - Lingua mari orientale o delle praterie (mhr)

  - Lingue mordvine
    - Lingua erza (myv)
    - Lingua mokša (mdf)

  - Lingue permiche
    - Lingua udmurta (udm)
    - Lingua komi
      - Lingua permiaca (koi)
      - Lingua siriena (kpv)

  - Lingue sami
    - Lingue sami orientali
      - Lingua sami di Akkala (sia)
      - Lingua sami di Inari (smn)
      - Lingua sami di Kildin (sjd)
      - Lingua sami di Ter (sjt)
      - Lingua sami skolt (sms)

    - Lingue sami meridionali
      - Lingua sami di Ume (sju)

    - Lingue sami occidentali
      - Lingue sami nordoccidentali
        - Lingua sami di Lule (smj)
        - Lingua sami di Pite (sje)
        - Lingua sami settentrionale (sme)

      - Lingue sami sudoccidentali
        - Lingua sami meridionale (sma)

  - Lingue samoiede
    - Lingue samoiede settentrionali
      - Lingua nenets (yrk)
      - Lingua nganasan (nio)
      - Lingua enets
        - Lingua enets della foresta (enf)
        - Lingua enets della tundra (enh)

    - Lingue samoiede meridionali
      - Lingua kamassina (xas)
      - Lingua selcupa (sel)

  - Lingua ostiaca (kca)
  - Lingua ungherese (hun)
  - Lingua vogula (mns)

## Studi sulla linguistica uralica
La ricerca sulle lingue uraliche ha coinvolto numerosi studiosi che hanno contribuito alla comprensione della struttura, evoluzione e classificazione di questa famiglia linguistica.  
Tra gli studiosi più influenti si possono citare:
- Péter Hajdú ha fornito una sintesi dettagliata della fonologia e morfologia uralica nel volume Die uralischen Sprachen und Literaturen.[16]
- Denis Sinor ha approfondito l’interazione tra lingue uraliche e altri gruppi linguistici nel suo lavoro The Uralic Languages: Description, History and Foreign Influences.[17]
- Daniel Abondolo ha curato The Uralic Languages, un volume che analizza le caratteristiche grammaticali di queste lingue.[18]
- László Honti ha studiato la storia degli accusativi nelle lingue uraliche nel suo libro Az ősi uráli tárgyragok története és vesszőfutása: Accusatum et expulsum.[19]

## Storia
Le lingue uraliche, secondo alcuni studiosi, avrebbero origini comuni a quelle delle lingue altaiche (turco, mongolo, ecc.) e quindi rientrerebbero in una famiglia linguistica più grande denominata uralo-altaica. Oggi però questa teoria è stata abbandonata dalla maggior parte degli studiosi.
Secondo le ipotesi più accreditate la prima divisione fra gruppo samaiedo e ugro-finnico avvenne all'incirca 7000 anni fa quando i popoli parlanti la lingua proto uralica migrarono verso la Siberia (samaiedo) e l'Europa (ugro-finnico); alternativamente, le popolazioni di lingua proto ungherese sarebbero migrate solo nel X secolo d.C.